# Zelenolistke
Zelenolistke (znanstveno ime Chlorophyllum) so rod gliv iz družine kukmark (Agaricaceae). Ime rodu izvira iz grških besed "chloro" za zeleno in "phyllum" za list in se nanaša na zelene lističe dežnikaste zelenolistke (Chlorophyllum molybdites), ki je bila dolgo edini član tega rodu in tudi edina znana goba z zelenim trosnim odtisom. Sodobne filogenetske molekularne analize DNK so pokazale, da je več vrst, ki so bile prej razvrščene v rod dežnikov (Macrolepiota), genetsko bližje dežnikasti zelenolistki in so bile zato razvrščene v rod zelenolistk, čeprav imajo vse ostale bele trose in trosovnico.

## Seznam zelenolistk Slovenije[4]
- vrtna zelenolistka (Chlorophyllum brunneum)
- dežnikasta zelenolistka (Chlorophyllum molybdites)
- olivnorjava zelenolistka (Chlorophyllum olivieri)
- rdečeča zelenolistka (Chlorophyllum rhacodes)